# حرب آتشيه
حرب آتشيه (بالإندونيسية: Perang Aceh)‏ وهو نزاع عسكري وقع بين سلطنة آتشيه والإمبراطورية الهولندية الاستعمارية. تعتبر هذه الحرب واحدة من أطول الحروب في نهاية القرن التاسع العشر وبداية القرن العشرين حيث استمرت لمدة 44 سنة؛ فقد بدأت في سنة 1873 وتمكنت هولندا من احتلال منطقة آتشيه في سنة 1904 وقاموا بقتل سلطان آتشيه علاء الدين محمد داؤد صياح الثاني وقد قتل خلال هذه الحرب أكثر من 100 ألف شخص.واستمرت عمليات تمرد فردية حتي أواخر عام 1914.

## خلفية تاريخية
لفترة طويلة من القرن التاسع عشر، ضُمن استقلال آتشيه عن طريق المعاهدة الأنغلوهولندية لعام 1824 ووضعها كمحمية للإمبراطورية العثمانية منذ القرن السادس عشر. خلال عشرينيات القرن التاسع عشر، أصبحت آتشيه قوة سياسية إقليمية وتجارية، إذ كانت توفر نصف احتياج العالم من الفلفل، الذي زاد من عائدات الراجات الإقطاعيين المحليين وتأثيرهم. أدى ازدياد الطلب الأوروبي والأمريكي على الفلفل إلى سلسلة من الصدامات الدبلوماسية بين البريطانيين والفرنسيين والأمريكان. خلال فترة حكم السلطان علاء الدين إبراهيم منصور سياه (1838-1870)، أخضعت سلطنة آتشيه الراجا المحلي تحت سلطتها ووسعت نطاق سيطرتها على الساحل الشرقي. ومع ذلك، اصطدم هذا الاتجاه الجنوبي بالتوسع الشمالي للكولونيالية الهولندية في سومطرة.
بعد افتتاح قناة السويس عام 1869 وتغيير طرق الشحن، وقع البريطانيون والهولنديون المعاهدة الأنغلوهولندية حول سومطرة لعام 1871 التي أنهت المزاعم البريطانية الإقليمية بسومطرة، ومكنت الهولنديين من إطلاق أيديهم في منطقة نفوذهم في جنوب شرق آسيا البحري وتسلموا مسؤولية التحقق من القرصنة. في المقابل، حصلت بريطانيا على التحكم بالساحل الهولندي الذهبي في أفريقيا وحقوق تجارية متساوية في سياك. تغذت المزاعم الهولندية الإقليمية في آتشيه برغبة استغلال مواردها الطبيعية، لا سيما الفلفل الأسود والزيت، ولإقصاء حلم الدولة المستقلة. سعى الهولنديون إلى محاصرة القوى الكولونيالية المعادية التي تملك مطامح في جنوب شرق آسيا، خاصةً البريطانيين والفرنسيين.

## العمليات القتالية

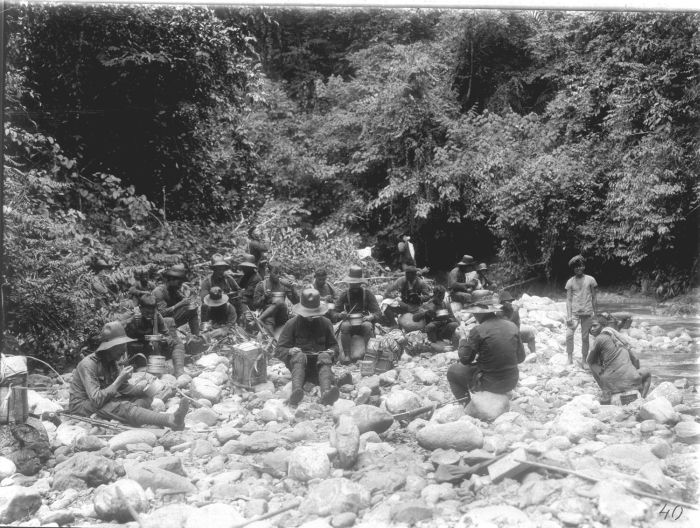
دورية عسكرية مشاركة في حرب آتشيه تتناول الطعام أثناء فترة الراحة

### الاستراتيجيات
حاول الهولنديون إستراتيجية بعد أخرى على مدى عقود. في عام 1873، حاولوا تطبيق الهجوم الخاطف الوحيد لكنهم فشلوا. حاولوا لاحقًا تطبيق الحصار البحري، والتصالح والتركيز في خط واحد من الحصون والاحتواء السلبي. حصدوا نجاحًا ضئيلًا. وصلوا إلى معدل إنفاق بين 15 و20 مليون غرانديل في السنة، كاد الإنفاق الكبير على الاستراتيجيات الفاشلة أن يُفلس الحكومة الاستعمارية.

### الهجوم الهولندي الأول
في عام 1873، جرت مفاوضات في سنغافورة بين ممثلي سلطنة آتشيه والقنصل الأمريكي المحلي حول معاهدة ثنائية محتملة. اعتبر الهولنديون ذلك انتهاكًا لاتفاق سابق مع البريطانيين عام 1871 واستخدموا ذلك كفرصة لإلحاق آتشيه عسكريًا. أرسلت حملة بقيادة الجنرال يوهان هارمن رودولف كولر في 26 مارس 1873، التي قصفت العاصمة باندا آتشيه وتمكنت من احتلال معظم المناطق الساحلية بحلول أبريل. كانت نية الهولنديين مهاجمة قصر السلطان والاستيلاء عليه، ما يؤدي أيضًا إلى احتلال البلاد بأكملها. طلب السلطان وربما تلقى مساعدة عسكرية من إيطاليا والمملكة المتحدة الموجودة في سنغافورة. على أي حال، حُدث جيش آتشيه بسرعة ووسع بأرقام تتراوح من 10 آلاف إلى 100 ألف. بسبب التقليل من القدرات العسكرية للآتشيين، ارتكب الهولنديون بعض الأخطاء التكتيكية وخسائر تكبدوها بما في ذلك وفاة كولر و80 جنديًا. قوضت هذه الهزائم الروح المعنوية والهيبة الهولندية.
عندما أجبر الهولنديون على التراجع، طبقوا حصارًا بحريًا على آتشيه. في محاولة للحفاظ على استقلال آتشيه، ناشد السلطان محمود القوى الغربية الأخرى وتركيا للمساعدة المباشرة ولكن دون جدوى. بينما كان القنصل الأمريكي متعاطفًا، ظلت الحكومة الأمريكية محايدة. بسبب ضعف موقعها في المسرح السياسي الدولي، كانت الإمبراطورية العثمانية عاجزة. في غضون ذلك، رفض البريطانيون التدخل بسبب علاقاتهم مع الهولنديين بينما وافق الفرنسيون على الاستجابة لنداء محمود.

### الهجوم الهولندي الثاني
في نوفمبر 1873، أرسلت حملة ثانية تتكون من 13 ألف جندي بقيادة الجنرال جان فان سويتين إلى آتشيه. تزامن الغزو مع تفشي وباء الكوليرا الذي أودى بحياة الآلاف من الجانبين. بحلول يناير 1874، أجبرت الظروف المتدهورة السلطان محمود سياه وأتباعه على التخلي عن باندا آتشيه والتراجع إلى الداخل. في هذه الأثناء، احتلت القوات الهولندية العاصمة واستولت على الدالام المهم رمزياً (قصر السلطان)، ما دفع الهولنديين إلى الاعتقاد أنهم ربحوا الحرب. ألغى المحتلون الهولنديون بعد ذلك سلطنة آتشيه وأعلنوا انضمام آتشيه إلى جزر الهند الشرقية الهولندية.
بعد وفاة محمود بالكوليرا، نصّب الآتشيون حفيده علاء الدين إبراهيم منصور سياه، المسمى توانكو محمد داوود، باسم علاء الدين محمد داوود سياه الثاني (حكم بين 1874-1903) وواصلوا نضالهم في التلال ومنطقة الغابة مدة عشر سنوات، مع خسائر فادحة في كلا الجانبين. نحو عام 1880، تغيرت الاستراتيجية الهولندية، وبدلًا من مواصلة الحرب، ركزوا على الدفاع عن المناطق التي يسيطرون عليها بالفعل، والتي كانت تقتصر في الغالب على العاصمة (باندا آتشيه الحديثة) ومدينة المرفأ أولي ليو. نجح الحصار البحري الهولندي في إجبار أولي بيلانغ أو الزعماء العلمانيين على توقيع المعاهدات التي وسعت السيطرة الهولندية على طول المناطق الساحلية. ومع ذلك، استخدم الزعماء العثمانيون بعد ذلك عائداتهم المستعادة حديثًا لتمويل قوات المقاومة الآتشية.
أودى التدخل الهولندي في آتشيه بحياة الآلاف من القوات وكان استنزافًا شديدًا للنفقات المالية للحكومة الاستعمارية. في 13 أكتوبر 1880، أعلنت الحكومة الاستعمارية أن الحرب انتهت وأنشأت حكومة مدنية، لكنها واصلت الإنفاق بكثافة للحفاظ على السيطرة على المناطق التي احتلتها. في محاولة لكسب دعم السكان المحليين في آتشيه، أعاد الهولنديون بناء مسجد رايا بيت الرحمن أو المسجد الكبير في باندا آتشيه كبادرة للمصالحة.

### الحرب المقدسة
بدأت الحرب مرة أخرى عام 1883، عندما حوصرت السفينة البريطانية نيسيرو في آتشيه، في منطقة لم يكن للهولنديين فيها تأثير يذكر. طلب زعيم محلي فدية من كل من الهولنديين والبريطانيين، وتحت الضغط البريطاني، أجبر الهولنديون على محاولة تحرير البحارة. بعد محاولة هولندية فاشلة لإنقاذ الرهائن، إذ طلبت المساعدة من الزعيم المحلي تيوكو عمر لكنه رفض، غزا الهولنديون مع البريطانيين المنطقة. تخلى السلطان عن الرهائن، وتلقى مبلغًا كبيرًا من المال في المقابل.
أعلن وزير الحرب الهولندي أوغست ويليم فيليب ويتزل مرةً أخرى الحرب المفتوحة على آتشيه، واستمرت الحرب مع نجاح ضئيل، كما حدث سابقًا. في مواجهة عدو متفوق تقنيًا، لجأ الآتشيون إلى حرب العصابات، ولا سيما الفخاخ والكمائن. ردت القوات الهولندية بمحو قرى بأكملها وقتل السجناء والمدنيين على حد سواء. في عام 1884، رد الهولنديون بسحب جميع قواتهم في آتشيه إلى خط محصن حول باندا آتشيه. حاول الهولنديون أيضًا تجنيد القادة المحليين: اشترى الهولنديون عمر المذكور أعلاه بالنقود والأفيون والأسلحة. تلقى عمر لقب بانغليما برانغ بيسار (قائد الحرب العظمى).
بدلاً من ذلك، أطلق عمر على نفسه اسم تيوكو دجوهان بهلوان (جوهان البطولي). في الأول من يناير 1894 تلقى عمر مساعدة هولندية لبناء جيش. ومع ذلك، بعد عامين هاجم عمر الهولنديين بجيشه الجديد، بدلًا من مساعدة الهولنديين في إخضاع آتشيه الداخلية. سُجلت هذه الحادثة في التاريخ الهولندي باسم خيانة توكو عمر. منذ منتصف ثمانينيات القرن التاسع عشر، سيطر العلماء الدينيون على القيادة العسكرية في آتشيه، بما في ذلك تونغكو شيك دي تيرو (محمد سمّان)، الذي نشر مفهوم الحرب المقدسة من خلال المواعظ والنصوص المعروفة باسم الحكايات أو الروايات الشعرية. اعتبر مقاتلو آتشيه أنفسهم شهداء متدينين يقاتلون الغزاة الكافرين. في هذه المرحلة، كانت حرب آتشيه تُستخدم كرمز لمقاومة المسلمين للإمبريالية الغربية.
في 1892 و1893 بقيت آتشيه مستقلة، رغم الجهود الهولندية. كتب الرائد ج. ب. فان هيوتس، قائد عسكري استعماري، سلسلة من المقالات حول آتشيه. دعمه د. كريستيان سنوك هورغرونغي من جامعة ليدن، ثم الخبير الهولندي الرائد في الإسلام. تمكن هورغرونغي من الحصول على ثقة العديد من قادة آتشيه وجمع معلومات استخبارية قيمة للحكومة الهولندية حول أنشطة الحجاج الإندونيسيين. ظلت أعماله سرًا رسميًا لسنوات عديدة. في تحليل هورغرونغي للمجتمع الآتشي، قلل من دور السلطان وجادل بأنه يجب الاهتمام بالقادة والنبلاء الوراثيين، الأولي بلانغ، الذين شعر أنه يمكن الوثوق بهم كمسؤولين محليين. ومع ذلك، جادل بأن الزعماء الدينيين في آتشيه، العلماء، لا يمكن الوثوق بهم أو إقناعهم بالتعاون، ويجب تدميرهم. ضمن سياسة فرق تسد، حث هورغرونغي القيادة الهولندية لتوسيع الهوة القائمة بين النبلاء الآتشيين والزعماء الدينيين.
كان هورغرونغي صديقًا لمفتي باتافيا العربي، حبيب عثمان بن يحيى، الذي أصدر فتوى لدعم الحرب الهولندية ضد آتشيه.
في عام 1894، ساعد البنغولو أو القاضي حسن مصطفى أيضًا في وقف القتال من خلال إصدار فتوى، وطلب من المسلمين الخضوع للحكومة الاستعمارية الهولندية.

## انظر ايضاً
- حكاية برانغ سابي
- حرب جاوة
- حرب بادري